# Niccolò Montefeltro
Niccolò Montefeltro va ser fill natural de Frederic I Montefeltro. Capità de l'exèrcit del senyor de Forli el gener del 1338.
Fou senyor de la roca de Monte Leone el gener de 1339, capità de l'exèrcit del Papa del 1351 al 1353 i el 1355, capità de l'exèrcit de Florència del desembre del 1353 al juliol del 1354 i del juliol al setembre del 1362, capità de l'exèrcit de la comuna de Perusa el novembre de 1363, capità general de l'exèrcit del Papa el març del 1367. Quan no estava al servei de ningú l'exèrcit de Niccolò era un contingent de bandolers conegut com la Compagnia di Ventura. Va deixar hereus dels seus béns i terres a Gómez García de Albornoz, senyor d'Ascoli, i nebot del cardenal llegat Albornoz.
Va morir a Belriposo, Viterbo, l'agost del 1367. Poc abans s'havia casat amb Agnès de Montefeltro, filla del comte Feltrino Montefeltro. Va deixar una filla pòstuma de nom Orsolina, que es va casar amb Ubaldo Gabrielli de la família de senyors de Gubbio.